# الاتحاد السعودي للشطرنج
الاتحاد السعودي للشطرنج (بالإنجليزية: Saudi Chess Federation) منظمة معتمدة من الاتحاد الدولي للشطرنج، وهي الجهة الراعية للعبة الشطرنج في المملكة العربية السعودية، والمسؤولة عن إقامة البطولات المحلية والعالمية للعبة، وإعداد الدورات الدولية في التحكيم والتنظيم والتدريب في مجال رياضة الشطرنج. تأسس الاتحاد السعودي للشطرنج في 14 أكتوبر 2017، ويرأسه محمد بن مطلق المسعودي العتيبي.

## نظام البطولات
تقام البطولة بقسميها للسيدات والرجال بحسب النظام السويسري، والمكون من 9 جولات مدة كل جولة 60 دقيقة إلى جانب 30 دقيقة مع كل نقلة وهو ما يسمى بنظام فيشر، ولكسر التعادل يتم التحكيم بحسب نتائج لقاءات اللاعبين معا، أو نظام بوخلز العام، أو نظام بوخلز الوسطى، أو عدد مرات الفوز. يتاح التسجيل لجميع الفئات السنية عن طريق الموقع الإلكتروني للاتحاد السعودي للشطرنج.

## أنواع البطولات
- بطولة الشطرنج الكلاسيكي (classic)
- بطولة الشطرنج السريع (rapid)
- بطولة الشطرنج الخاطف (blitz)

## كأس الملك سلمان للشطرنج
هي بطولة عالمية تقام سنويا ينظمها الاتحاد السعودي للشطرنج، ويشارك فيها اللاعبين من جميع الدول، انطلقت في نسختها الأولى في العاصمة الرياض يوم 26 ديسمبر 2017، والنسخة الثانية في مدينة سانت بطرسبرغ الروسية بتنظيم من الاتحادين السعودي والروسي للشطرنج في 25 ديسمبر 2018.

## وصلات خارجية
- الموقع الرسمي